# Нижняя Солонцовка
Нижняя Солонцовка — село в Красноярском районе Самарской области. Входит в состав сельского поселения Красный Яр.

## География
Село находится на левом берегу реки Сок, на расстоянии примерно 1 км (по прямой) на север от села Красный Яр, административного центра района.

## Население
| 2010 |
| ---- |
| 19   |